# خديجة (الريف الشرقي)
خديجة (بالفارسية: خدیجه) هي منطقة سكنية تقع في إيران في قسم الريف الشرقي الريفي. يقدر عدد سكانها بـ 110 نسمة .